# Lune (romanzo)
Lune è il terzo romanzo di Piero Meldini. È stato pubblicato dalla casa editrice Adelphi nel 1999. È stato tradotto in francese (Lunes, Ėditions des Syrtes, 2002) e in polacco (Ksiezyce, Muza SA, 2004).

## Trama
Un quarantenne in crisi professionale e coniugale, Andrea Severi, decide di “staccare” per qualche tempo e di realizzare il sogno della sua vita: un viaggio solitario in Grecia, sulla sua auto. Siamo nei primi anni Cinquanta e la Grecia è un paese molto più povero e arcaico dell’attuale; un paese che porta ancora i segni della guerra e della successiva guerra civile.
Arrivato a Nauplia, allora un villaggio di pescatori del Peloponneso, incontra sulla spiaggia una bellissima donna greca, Dimitra, accompagnata dalle sue tre figlie – Olimpia, Aglaia e Fili – rispettivamente di diciassette, quindici e tredici anni. Le ragazze hanno una straordinaria somiglianza con la madre, di cui sembrano altrettante copie in età scalare.
Andrea intreccia un’ambigua e tormentata relazione con Dimitra, che gli si nega ripetutamente. Un viaggio con lei e con le figlie fino alla penisola calcidica innescherà una serie di eventi drammatici e rovinosi.